# 대한자강회
대한자강회(大韓自强會)는 1906년 4월 대한제국 경성부에서 결성된 애국계몽 운동 계열의 정치 단체이다. 장지연, 윤효정, 윤치호 등이 주도하였다.

## 개요
이준이 결성했다가 해산된 헌정연구회를 계승한 애국계몽 운동 단체이다. 헌정연구회는 1905년에 해산당했으며, 1906년에 장지연, 윤효정 등이 중심이 되어 학술문화 단체를 표방하며 한성부에서 조직했다. 회장으로는 윤치호가 추대되었다.
1906년부터 1907년까지 자강운동을 주도한 단체이다. 대한자강회는 창립취지서에서 "한국은 자강지술을 강구하지 않아 인민은 우매하고 나라는 쇠퇴하여 마침내 이국의 보호를 받게 되었다"라고 분석하고, "그러나 만일 이제라도 우리가 분발하여 자강에 힘쓰고 단체를 만들어 힘을 합한다면 국권의 회복도 가능하고 부강한 앞날을 바라볼 수 있을 것"이라고 주장할 것이다.
대한자강회는 일본인 고문을 추대하고 온건한 실력양성론을 펴는 등 개량적인 성격도 보였으나, 대한제국 고종의 강제 퇴위를 반대하였다가 통감부에 의해 1907년 8월 21일에 강제로 해산당했다. 같은 해 11월에 창립된 남궁억의 대한협회가 대한자강회의 이념을 일정 부분 계승하였다.

## 대한자강회월보
기관지로 《대한자강회월보》가 발행되었다. 《대한자강회월보》는 1907년 7월에 대한자강회 인천지회장이 이완용 내각의 궁내부대신 박영효를 저격하는 사건이 일어났을 때, 이를 특집기사로 크게 보도하였다.
창간호는 1906년 7월 31일자로 발행되었고, 1907년 7월 25일에 발행된 통권 제13호가 마지막 호이다. 출판인 최덕교는 "한말의 유일한 정치 잡지"라고 평가하기도 했다.
무릇 우리나라의 독립은 오직 자강의 여하에 있을 따름이다. 아한이 종전에 자강지술을 강구하지 않아 인민이 스스로 우매함에 묶여 있고 국력이 쇠퇴하여 마침내 금일의 곤람함에 다달아 결국 외인의 보호를 당하게 되었으니, 이는 모두 자강 지도에 뜻을 다하지 않았던 까닭이다. 아직도 구습을 버리지 않고 지키며 자강의 방도를 강구하는데 힘쓰지 않으면 끝내는 멸망함에 이르게 될 뿐이니 어찌 오늘게 그치겠는가(..중략..)
지금 우리 한국은 3천리 강토가 흠이 없고 2천만 동포가 자재하니 참으로 자강하기에 힘을 써서 단체를 모두 합치면 부강의 앞길을 바랄 수 있고 국권의 회복을 이룰 수 있을 것이다. 자강의 방법을 생각해 보면 다름 아니라 교육을 진작합과 식산흥업에 있다. 무릇 교육이 일어나지 못하면 국민의 지혜가 열리지 못하고 산업이 늘지 못하지 못하면 국부가 증가하지 못한다. 그러한즉 국민의 지혜를 개발하고 국력을 기르는 길은 무엇보다도 교육과 산업의 발달에 있지 않겠는가. 이는 교육과 산업의 발달이 곧 단 하나의 자강지술임을 알려주는 것이다.
그러나 만일 이 자강의 목적을 관철하기를 바랄진댄 부득불 먼저 그 국민의 정신을 배양하여 단군 기자 이래 사천 년 한국의 정신으로 이천만 모든 사람의 머리 속에 흐르도록 하여 한번 숨을 들이고 내쉬는 시간에도 자기 나라의 정신을 잊지 않게 만든 연후에야 바야흐로 자강의 마음을 단련하고 국권회복의 기회를 만들게 될 것이니 안으로 조국의 정신을 양성하며 밖으로 문명의 학술을 흡수함이 곧 금일 시국의 급무일 새, 이것이 자강회의 발기하는 소이이다. - 대한자강회 취지서(대한자강회 월보 제1호, 1906년 7월)

## 같이 보기
- 대한협회
- 장지연
- 윤효정
- 윤치호
- 이준